# American Splendor
American Splendor es una serie de cómic autobiográfico creada en 1976 por el guionista estadounidense Harvey Pekar. La mayor parte de las entregas y novelas gráficas fueron dibujadas por su amigo Robert Crumb, pero también han intervenido otros artistas como Gary Dumm, Joe Sacco, Frank Stack y Joe Zabel.
Una particularidad de esta obra es que trataba la vida cotidiana de un trabajador estadounidense normal, en una época en que la mayoría de la historieta trataba sobre aventuras fantásticas.
En el 2003 se realizó una película protagonizada por Paul Giamatti en el papel de Pekar, relatando con una visión cómica la vida de este pintoresco guionista y reflejando su particular visión de la vida.
- Datos: Q2167179